# 米亞奇納群島
米亞奇納群島是俄羅斯的群島，由2個島嶼組成，位於泰梅爾半島中部對開的喀拉海，行政方面由克拉斯諾亞爾斯克邊疆區負責管轄，最高點海拔高度7米。